# 조순경
조순경은 대한민국의 대학 교수이다.
1987년 미국 U.C. Berkeley에서 사회학 박사학위를 취득하고, 1988년부터 이화여대 여성학과에서 가르치고 있다. 노동 문제에 대한 여성주의 분석, 공동체 노동, 여성주의 방법론, 질적 연구방법론 등에 관심을 가지며 연구해 오고 있다. 주요 연구물로는 『노동과 페미니즘』(편저), 『냉전체제와 생산의 정치』(공저), 『젠더 노동과 간접차별』(공저), 『노동의 유연화와 가부장제』, 「한국 여성학 지식의 사회적 형성」, 「민주적 시장경제와 유교적 가부장제」, 「여성 직종의 외주화와 간접차별」 등이 있다.

## 같이 보기
- 방법론
- 비폭력대화